# Afera Plejm
Afera Plejm ili Plejmegejt je naziv za američki politički skandal koji je nastao nakon što je u julu 2003. godine konzervativni kolumnista Vašington posta Robert Novak u svojoj kolumni Valeri Plejm, suprugu bivšeg ambasadora Džozefa C. Vilsona, razotkrio kao agenta CIA-e.
Vilson je izjavio kako smatra da je to razotkrivanje odmazda Bušove administracije za njegov skeptičan stav prema navodima da je Irak nastojao da u Nigeriji nađe sirovine za izradu nuklearnog oružja — jedan od glavnih povoda za američku invaziju na Irak. S obzirom na to da je Plejmin status agenta bio službena tajna, njeno razotkrivanje predstavlja kršenje američkih zakona, te je pokrenuta istraga koju je vodio specijalni tužilac Patrik Ficdžerald. Njegov je zadatak je bio da utvrdi ko je Novaku od službenih lica odao Plejmein status. Među imenima su se uglavnom spominjali bivši portparol Bele kuće Ari Fleišer, Bušov glavni politički savetnik Karl Rov, potpredsednik Dik Čejni, te Čejnijev pomoćnik Lujis „Skuter“ Libi. Zadnje navedeni je 28. oktobra 2005. formalno optužen za krivokletstvo i ometanje pravde, te je odmah podnio ostavku. 6. marta 2007. je proglašen krivim. Istraga je formalno završena. Kao osoba koja je Novaku odala identitet Valeri Plejm se već ranije javio Ričard Armitadž, visoki zvaničnik Stejt departmenta.